# Jihovýchodní Sulawesi
Jihovýchodní Sulawesi (indonésky Sulawesi Tenggara) je jedna z provincií Indonésie. Rozkládá se převážně na jihovýchodním výběžku ostrova Sulawesi, k území patří i blízké ostrovy, z nichž největší jsou Butung a Muna. Sousedními provinciemi jsou Střední a Jižní Sulawesi.
Hlavním a největším městem je Kendari na pobřeží Bandského moře, v roce 2010 zde žilo 307 208 obyvatel. Dalším místem s významnou koncentrací obyvatelstva je ostrov Butung, kde žije asi půl milionu obyvatel, centrem ostrova je město Bau-Bau.
Ostrovy Tukangbesi (jihovýchodně od Butungu) a přilehlé moře jsou součástí Národního parku Wakatobi.